# Christophe Faudot
Christophe Faudot, né le 27 septembre 1968 à Luxeuil-les-Bains, est un coureur cycliste français, professionnel en 1991 et 2000 au sein des équipes Toshiba et Bonjour-Toupargel.

## Palmarès
- 1986
  - 2e du championnat de France sur route juniors
- 1990
  - Paris-Épernay
  - 2e de Paris-Rouen
  - 2e du championnat d'Île-de-France sur route
  - 3e de la Ronde du Canigou
  - 3e de Paris-Troyes
  - 3e du Tour du Loir-et-Cher
  - 3e du Tour Nivernais Morvan
- 1992
  - Circuit de Saône-et-Loire :
    - Classement général
    - 1re, 2e (contre-la-montre) et 3e étapes
- 1993
  - Circuit méditerranéen
  - Annemasse-Bellegarde et retour
- 1994
  - Tour de Vendée amateurs
  - Ronde du Cognac
  - 2e de Bordeaux-Saintes
  - 2e de Tarbes-Sauveterre
  - 3e du Grand Prix de Cours-la-Ville
- 1995
  - 3e étape du Circuit des plages vendéennes
  - Annemasse-Bellegarde et retour
  - 3e et 4e étapes du Tour d'Émeraude
  - 2e du Tour d'Émeraude
  - 2e de Jard-Les Herbiers
  - 3e du Circuit des plages vendéennes
- 1996
  - 1re et 5e étapes du Circuit des plages vendéennes
  - 4e étape des Trois Jours des Mauges
  - Grand Prix Mathias Nomblot
  - Jard-Les Herbiers
  - 2ea étape du Tour de la Guadeloupe
  - 2e du Circuit des plages vendéennes
  - 2e du Circuit de la vallée de la Loire
  - 3e de Bordeaux-Saintes
  - 3e d'Annemasse-Bellegarde et retour
- 1997
  - Circuit de la vallée de la Loire
  - Trophée Robert Gauthier
  - Tour du Charolais
  - 2e du Tour du Finistère
- 1998
  - Trophée Jean-Jacques Quéré
  - 3e étape du Tour de Seine-et-Marne
  - 2e du Circuit de la vallée de la Loire
  - 2e du Grand Prix de Montamisé
- 1999
  - Boucles de la Loire
  - 2e d'Orvault-Saint-Nazaire-Orvault
  - 3e de la Ronde du Cognac

## Résultats sur les grands tours

### Tour de France
1 participation
- 2000 : abandon (8e étape)